# Gelawdéwos d'Éthiopie
Gelawdewos, ou Galadewos (c'est-à-dire Claudius) fut Negusse Negest de l'Empire éthiopien sous le nom de Atsnaf Sagad Ier de 1540 à 1559.

## Biographie
À la mort de son père Dawit II, le pays est ravagé par les musulmans de l'Harar conduits par l'iman Ahmed Gragne. Les Portugais (quatre cents volontaires, huit canons, cent mousquets) dirigés par Don Christophe de Gama (26 ans) débarquent à Massaoua en Éthiopie le 9 juillet 1541 pour le secourir, et empêcher que l’Islam ne contrôle le chemin de la mer Rouge. Le 12 décembre, accompagnés de deux cents Tigréens, ils escortent la reine Sabla-Ouangel (Épi de l’Évangile), veuve de Lebna-Dengel, et marchent difficilement vers le Choa pour faire la jonction avec Claude. Ils remportent un premier succès en franchissant l’Amba-Sénéïti. Ils arrivent début avril 1542 au sud de Macallé où ils se retranchent devant le gros des troupes de Gragne. En deux batailles au nord de l’Amba-Alagui, ils débandent les musulmans, surpris par les armes à feu, et blessent l’Imâm Ahmed Gragne. Mi-avril, ils atteignent la plaine d’Ofala, au sud du lac Achangui, alors que la saison des pluies arrive. Pendant ce temps, Gragne refait ses troupes et y adjoint 900 mousquetaires et dix canons reçus d’Arabie du pacha des Turcs de Zébid. Il reprend l’offensive avant la saison sèche (29 août) et met les Portugais en déroute : deux cents survivants se replient vers le Sémien avec la reine et le Patriarche catholique Bermudes. Dom Christophe, resté en arrière, est pris, torturé et tourné en dérision avant d’être décapité. En octobre, Claude réussi à joindre à ses troupes ce qui reste des Portugais, tandis que Gragne, sûr de son succès, a congédié ses alliés turcs et regagné ses quartiers près du lac Tana.
Le 21 février 1543, Ahmed Gragne est vaincu et tué par l’empereur Claude à Ouaïna-Dega, près du lac Tana. Ses troupes se débandent. Les Portugais survivants de la campagne de Dom Christovão da Gama sont pourvus de terres et de richesses. Ils créent des familles importantes et leurs descendants adoptent le costume, les mœurs et la langue éthiopienne, mais gardent la religion catholique.
Profitant du vide laissé par les invasions musulmanes, les Oromos progressent vers le nord. Ils se heurtent pour la première fois à une troupe éthiopienne, à l’est du lac Ziway, dans le Batéramora, qu’ils défont. D’autres vagues envahissent le Daouaro et le Fatajar (1545-1547). Claude parvient à les détourner provisoirement vers le Harar, qu’ils dévastent, apportant la famine.
En 1550, Les Éthiopiens ripostent aux premières agressions du sultan d’Harrar Nur ibn al-Wazir Mujahid, successeur d’Ahmed Gragne. Harar est saccagée. La pression des Oromos sur l’Éthiopie ne peut plus être contenue. En 1559 Nur ibn al-Wazir envahit le Fatajar. Le négus Claudius est battu et tué au cours d’une bataille le jour du Vendredi Saint (23 mars). Décapité, sa tête sera portée à Harrar et présentée à la veuve de Gragne, puis exposée pendant trois ans au sommet d’un pilier. Minas lui succède.
Claudius fait construire l’église de Tedbaba-Maryam (Dais de Marie) et rédige la Confession de Claude, par laquelle il répond à ceux qui l’accusent de pencher secrètement vers le catholicisme. Cette confession a été récemment traduite en français depuis le guèze par Damien Labadie (chercheur au CNRS).

## Sources
1. ↑  Damien Labadie, « La confession de foi du souverain éthiopien Galāwdēwos (1555) », sur Par la foi, 2 février 2023 (consulté le 8 août 2024)

- William El. Conzelman (traduit annoté et présenté), Chronique de Galâwdêwos (Claudius) Roi d'Éthiopie, Paris, Emile Bouillon, coll. « Bibliothèque de l'Ecole Pratique des Hautes Études », 1895 (lire en ligne), p. XIII-XXXI : Aperçu historique du règne de Galâwdêvos.
- Hubert Jules Deschamps,(sous la direction). Histoire générale de l'Afrique noire de Madagascar et de ses archipels Tome I : Des origines à 1800. p. 409-410 P.U.F Paris (1970).
- Notices d'autorité :   - VIAF
  - ISNI
  - IdRef
  - LCCN
  - GND
  - Pays-Bas
  - Pologne
  - Israël
  - NUKAT
  - Suède
  - Vatican
  - Tchéquie
  - WorldCat